# Jata (Jeżowe)
Jata ist eine Ortschaft mit einem Schulzenamt der Gemeinde Jeżowe im Powiat Niżański der Woiwodschaft Karpatenvorland in Polen.

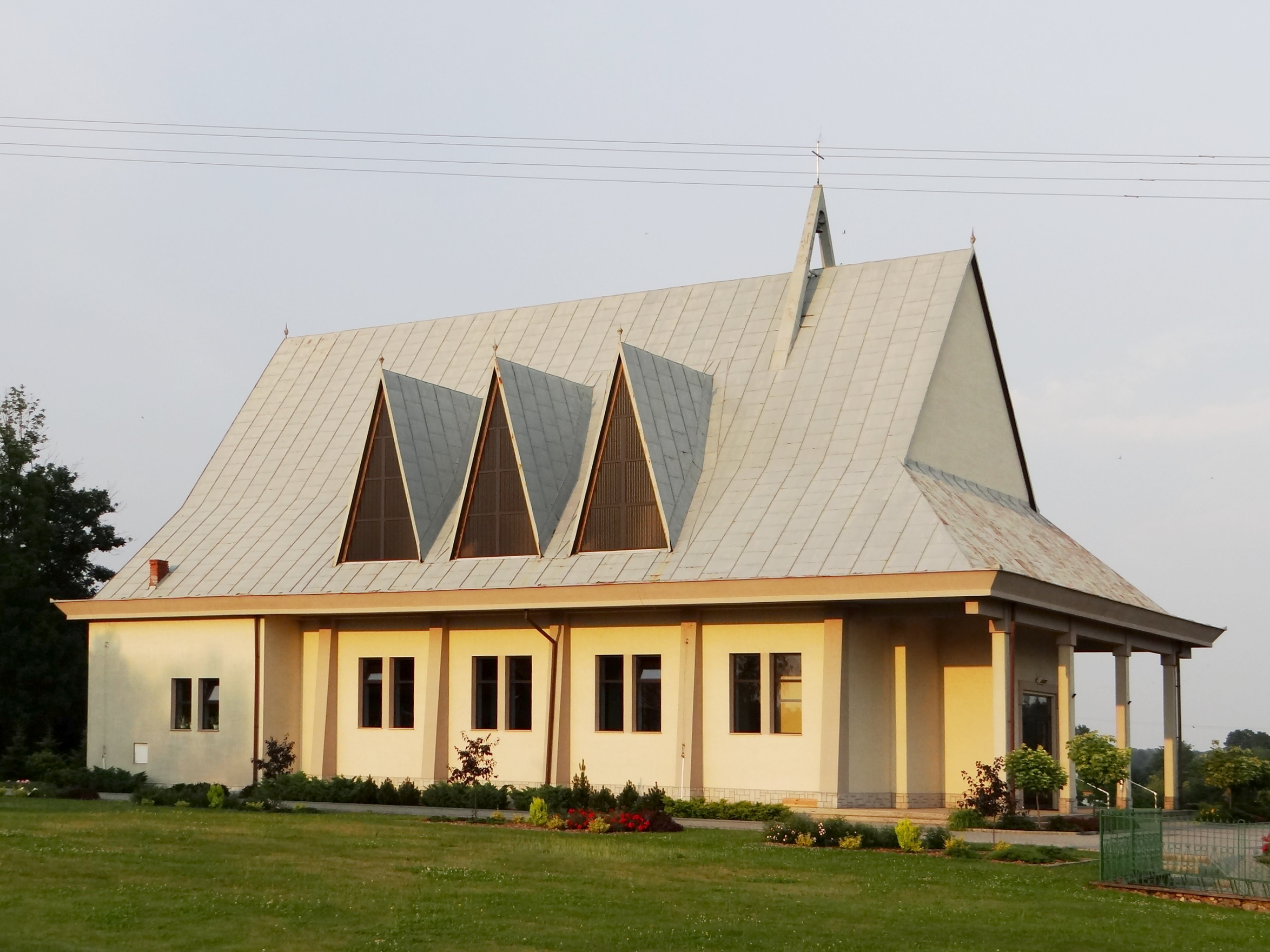
Ortskirche

## Geschichte
Die Ortschaft im Sandomirer Urwald, im Sandomirer Becken, wurde im Jahr 1707 erstmals erwähnt. Der Name ist vom Appellativ jata (Almhütte, Schuppen, Kramladen) abgeleitet.
Bei der Ersten Teilung Polens kam das Dorf 1772 zum neuen Königreich Galizien und Lodomerien des habsburgischen Kaiserreichs (ab 1804). Auf der österreichischen Karte von Friedrich von Mieg (1779–1783) war dieses Gebiet noch völlig bewaldet.
Im Jahre 1783 wurden im Zuge der Josephinischen Kolonisation deutsche katholische und lutherische Kolonisten angesiedelt. Die Qualität des Grunds gefiel nicht allen Siedlern und 10 Familien wurden später nach anderswo umgesiedelt. Im ähnlichen Sinn entstanden auch in der Umgebung Kolonien durch polnische Siedler. Die Protestanten gehörten der Pfarrgemeinde in Raniżów (Ranischau) und wurden im Friedhof in Jeżowe beigesetzt (die Grabmäler sind kaum beibehalten).
Im Jahre 1900 hatte die Gemeinde Jata im Bezirk Nisko 137 Häuser mit 758 Einwohnern, davon waren alle polnischsprachig, außer 698 Römisch-Katholiken gab es 60 Juden.
1918, nach dem Ende des Ersten Weltkriegs und dem Zusammenbruch der k.u.k. Monarchie, kam Jata zu Polen. 1919 wurde eine eigene römisch-katholische Pfarrei errichtet. Im Zweiten Weltkrieg gehörte das Dorf zum Generalgouvernement.
Von 1975 bis 1998 gehörte Jata zur Woiwodschaft Tarnobrzeg.